# バニラスカイ
バニラスカイ (Vanilla Sky) はイタリアのポップ・パンク・バンド。

## 概要
2002年3月にイタリアのローマで結成、活動を開始。2002年に1stアルバム『Play It If You Can't Say It』、2003年に2ndアルバム『Waiting for Something』を発表し、地元イタリアのほか、ドイツ、イギリス、アメリカ、日本等で高評価を得る。
2004年、ユニバーサル・イタリアと契約。
2007年、3rdアルバム『Changes』をリリースした。
2008年には再来日を果たした。

## 作品

### アルバム
1. Play It If You Can't Say It（2002年）
2. Waiting For Something（2003年）
3. Changes（2007年）
4. fragile（2010年）